# درع قصور الساف
درع قصور السّاف (بالفرنسية: La cuirasse de Ksour Essef)‏ هو درع قديم ثلاثي الأقراص عُثر عليه في مقبرة بونيقية عام 1909، ليست بعيدًا عن مدينة قصور الساف التي تتبع ولاية المهدية في تونس.
يعود تاريخ هذه القطعة بشكل عام إلى القرن الثالث قبل الميلاد، وهي من أصل إيطالي وتأتي من جنوب إيطاليا. دفع اكتشافه في تونس الباحثين إلى ربطه ببعثات الحرب البونيقية الثانية التي قادها الجنرال القرطاجي حنبعل في إيطاليا بين عامي 211 و203 قبل الميلاد. هذه الفرضية، على الرغم من كونها مغرية، أصبحت الآن موضع تساؤل على نطاق واسع بعد الفحص المتعمق، في مطلع القرنين العشرين والحادي والعشرين، للعديد من الأشياء الموجودة في المقبرة كذلك.
يوجد الدّرع حاليا في متحف باردو الوطني في تونس، وكذلك المواد الأثرية الموجودة في نفس القبر، وهي لا تزال، بعد قرن من اكتشافها، واحدة من القطع الرمزية الكبيرة في القسم القديم الذي تنتمي له.

## تاريخ
موقع وتاريخ الدّرع

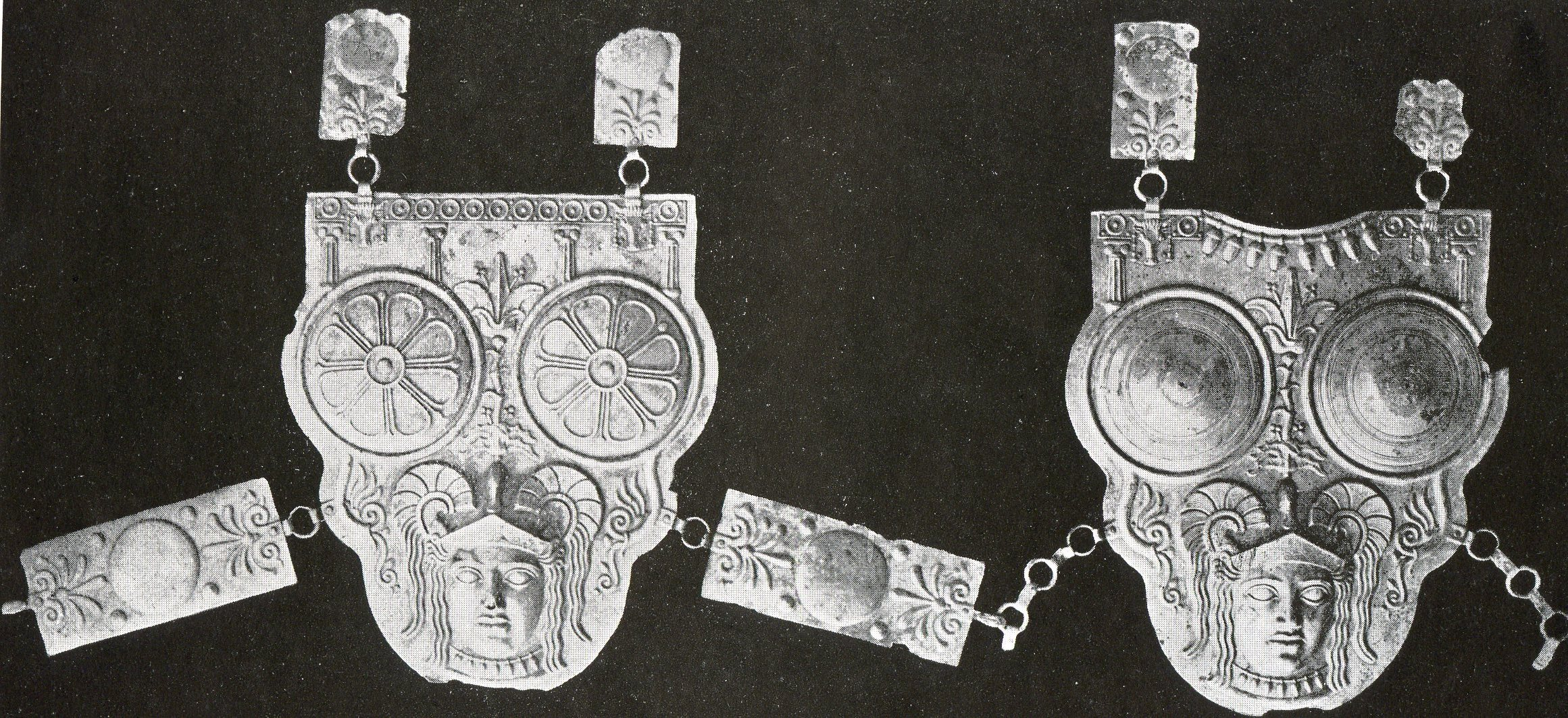
صورة قديمة لكلا جانبي الدرع، في متحف العلوي، نشرها إرنست ليرو.

لقد اكتشف عمال تونسيين هذا الدّرع. في مقبرة بونيقية جنوب مدينة قصور الساف، اثني عشر كيلومترا جنوب غرب مدينة المهدية في الساحل التونسي، وعثروا عليه في مكانة المتوقع على جانب واحد من حجرة الدفن، من جهة أخرى، لا يزال تأريخه غير مؤكد نسبيا، حيث يرجح فرق من علماء الآثار أنه يرجع إلى نهاية القرن الثالث قبل الميلاد، بينما يرجح آخرون تاريخه إلى القرنين الثالث والثاني قبل الميلاد أوحوالي 300 قبل الميلاد.
تاريخ الحفريات
في سياق الحماية الفرنسية لتونس، وخاصة من أواخر القرن التاسع عشر إلى أوائل القرن العشرين، نُقّب عن المقابر البونية على نطاق واسع في البلاد، كذلك، في الموقع الأثري بقرطاج، أُجريت الحفريات بشكل أساسي من قبل الآباء البيض، مثل ألفريد لويس ديلاتر وغيره، وأيضا غالبا ما كان افتتاح المقابر موضوعا للاحتفالات الدنيوية، مما جذب السكان الاستعماريين الفرنسيين.
عُثر على هذا الدرع، المصنوع على ما يبدو في كامبانيا أو بولية في إيطاليا، تحديدا في 20 فبراير 1909، أثناء أعمال التنقيب داخل مقبرة بونيقية متصلة ببئر، حيث درس عالم الآثار ومدير مصلحة الآثار في تونس في ذلك الوقت، ألفريد ميرلين، الذي أُبلغ في بداية الشهر التالي، المقبرة بصحبة مفتش الآثار لويس بوينسو ‏.
الجدير بالذكر هنا أن المواد الموجودة في المقبرة تعرضت للتلف أثناء الحفريات الأثرية: تحطمت أمفوراتان (نوع من الجرّة)، قبل أن تُرمم بعناية باستخدام الأجزاء التي جُمّعت على الفور، كما رُممت ألواح التابوت الحجري، التي تضررت أثناء التنقيب بسبب قلة العناية، في مختبر متحف باردو بعد ذلك.

## السياق الأثري

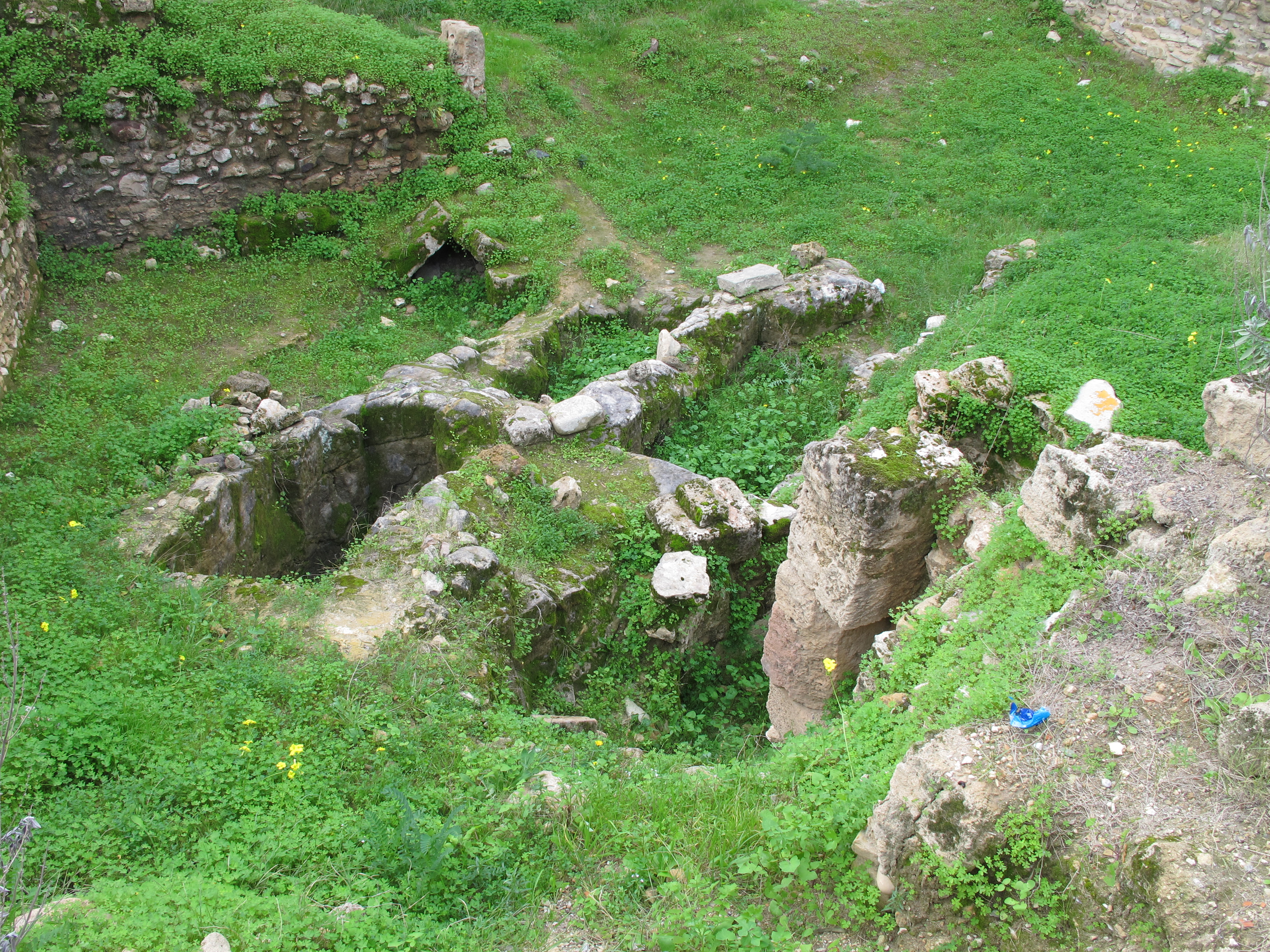
مثال للمقابر البونية ذات الآبار في الحديقة الأثرية للحمامات الأنطونية في قرطاج.

شر هذا النوع من المقابر العمودية التي عُثر في داخلها على الأغراض الأثرية في الحقيقة في منطقة الساحل التونسي، حيث أن لها حجرة وغرفتا دفن، وكانت الحجرة، التي يبلغ قياسها 2.30 × 1.30 مترا، ممتلئة وقت الاكتشاف بالحجارة القادمة من محاجر منطقة رجيش القريبة، كانت كذلك إحدى غرفتي الدفن، التي تبلغ مساحتها حوالي 4 أمتار مربعة، فارغة أثناء عمليات التنقيب، والأخرى، الأكبر، كانت بقياس 2 متر في 2.40 متر وارتفاع 1.60 متر.
من ناحية أخرى، يحتوي نفس القبر على تابوت من خشب السرو مغطى باللون الأحمر بارتفاع 0.84 متر وطول 1.80 متر وعرضه 0.68 متر، وينتمي هذا الأخير إلى نموذج واسع الانتشار موجود في منطقة جغرافية تمتد من بيزاسينا (سوسة وما جاورها) إلى جيجثي، تشير كذلك الحفريات في بداية القرن العشرين إلى جسد واحد فقط كان ملقى على ظهره، وقد اكتشفت العظام «المحفوظة بشكل سيئ إلى حد ما وتحولت إلى فتات في معظمها»، مغطاة بصبغة بنية حمراء، حُددت على أنها خام الزنجفر. من جانب آخر، ووفقا لميرلين، ربما يكون المتوفى قد خضع لطقوس هزال قبل الدفن، حيث تم كذلك التعرف على هيكلين عظميين في عمليات المسح الجديدة التي أُجريت في تونس في نهاية القرن العشرين، أحدهما يخص رجلا يبلغ ارتفاعه 1.70 مترا وفي الأربعينيات من عمره، وتحمل الجمجمة آثارا من المغرة الحمراء .
بالإضافة إلى التابوت الحجري والدروع، اكتشف كذلك أربع أمفورات، وعاء، وصحن خشبي ومصباح زجاجي أسود خلال نفس الحفريات، كما عُثر على عناصر من الحزام البرونزي، وكذلك الصفائح المعدنية النحاسية في التابوت الحجري التي لم يبلغ عنها ميرلين، وفي نفس السياق، يعرف الأخصائي حبيب بن يونس هذه الشظايا بأنها عناصر من تابوت.
عُثر على الدرع وقت الاكتشاف بجوار المصباح، ثم وُضع في متحف باردو، حيث يُعدّ «أجمل زخرفة في الغرفة»، عُثر كذلك على بعض العناصر المنسية في مخازن المتحف في التسعينيات، ويشير بن يونس هنا إلى أن العديد من الشهادات الموجودة في المقابر البونية التي نُقّب عنها في بداية القرن العشرين قد اختفت، على الرغم من أنه كان من الممكن أن توفر الكثير من المعلومات حول هذه الحضارة.

## وصف الدّرع

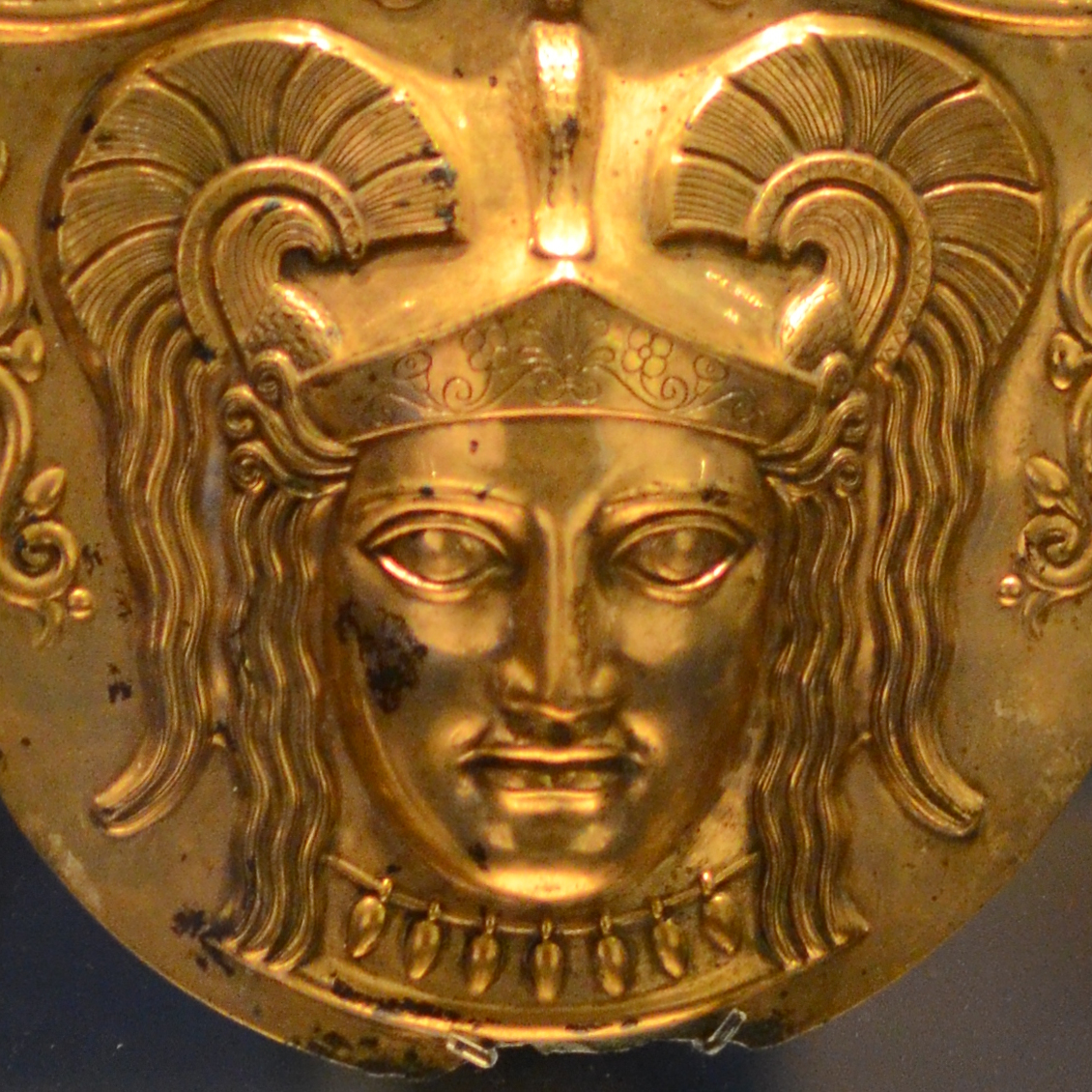
تفصيل التمثيل الإلهي

حُدّد هذا الدّرع  على أنه ينتمي إلى فئة "kardiophylax" أي الدرع ثلاثي الأقراص أو كما يعرف باسم حارس القلب، وهو بذلك يُعدّ «أهم قطعة في الاكتشاف»، مصنوع من البرونز المذهب ويبلغ ارتفاعه 30 سم أو 28 سم × 30 سم للصدرية، بالنسبة لقياسات الجانب الأمامي فكانت 42.5 سم في 44 سم وبلغ قياس الضلع العكسي 42 سم في 66 سم.
يحتوي كذلك هذا الدرع على صدرية ومسند ظهر أو مريلة: بالنسبة لوجوه هذا الجزء فلقد كان لها ثلاث دوائر بارزة بما في ذلك تمثيل مينيرفا بخوذة، تظهر لنا كذلك بكل وضوح خيوط شعر الإلهة، وعيناها الكبيرتان وشفتيها الغليظتان، ترتدي عقدا من السنديان أو البلوط، جاءت في الجزء العلوي من الصدرة المزينة بقلادة مماثلة من البلوط وزخارف رومانية، زُينت كذلك خوذتها بـنوع من أوراق الشجر يسمى بالفرنسية Rinceaux وثلاث أوسمة، كما يوجد شكل سعفي على جانبي رأسها كذلك، وبالإضافة إلى كل ماذكرنا، يوجد كذلك نمط أو شكل نباتي، يُعرف باسم الزنبق، بين الدوائر.
كان للدرع أيضا شكل أو نمط مركزي اختفى الآن وربما كان مصنوعا من الفضة وفقا لميرلين، بالنسبة للنقش على الظهر، فكان عبارة عن وردة بثمانية رؤوس، تحتوي الصدرة أيضا على زخارف هندسية ونباتية تكمل زخرفتها الرائعة.

## تفسير القطعة الفنية
مشكلة التسلسل الزمني
حقيقة توجد مشكلة ترتيب زمني في المقبرة المكتشفة في بداية القرن العشرين، وبالفعل، فإن المواد الأثرية التي عُثر عليها تسبق الحرب البونيقية الأولى، وبالتالي فهي تسبق الفرضية التي صاغها المُنقبون، والتي تشير إلى أن الدرع يعود إلى الحرب البونيقية الثانية، من جهة أخرى، فدراسة البيئة الأثرية للدروع تجعل التسلسل الزمني الخاص بها افتراضيا وفقا للعالم الفرنسي ليان لو بوهيك ‏.
من جانب آخر، وفقا لتصنيف منتصف التسعينيات، يعود تاريخ إحدى الأمفورات إلى النصف الأول من القرن الرابع قبل الميلاد أو حتى نهاية القرن الخامس قبل الميلاد، أما الأمفورا الثانية، وهي نسخة محلية من الفخار الإيطالي، يمكن تأريخها لنفس الفترة، أما الثالثة فكانت من نوع أُنتج حتى فترة تقدر بالنصف الثاني من القرن الرابع قبل الميلاد، هنا كذلك، يمكن أيضا تأريخ مصباح العلية إلى القرن الرابع قبل الميلاد، وأخيرا، الكأس، الذي ينتمي إلى النوع الذي كان منتشرا حتى القرن الثاني قبل الميلاد، ووفقا لبن يونس، من المحتمل أن يكون التاريخ المفضل للودائع الجنائزية هو القرن الرابع قبل الميلاد.
المالك غير معروف ولكن السياق العام أكد
بالنسبة لدرع قصور الساف فمصدره غريب، إذا أخذنا في الاعتبار مكان الاكتشاف، فهو بالتأكيد ليس عملا فنيا قرطاجيا ولكنه عمل إيطالي، من جنوب إيطاليا أو إقليم كامبانيا على وجه التحديد، ويرجع إلى القرن الثاني قبل الميلاد وفقًا لميرلين، بعض المزهريات التي نجت من هذه المنطقة الإيطالية تمثل كذلك شخصيات ترتدي مثل هذا الدرع، تمثال صغير به نفس قطعة الدرع والأقراص البرونزية .
كانت هذه العناصر الوقائية للجنود باهظة الثمن ونادرة بشكل خاص في ذلك الوقت، وفي عام 1909، ذكر ميرلين وجود درع مماثل من بوليافي متاحف كارلسروه والمتحف البريطاني والمتحف الأثري الوطني في نابولي، وهذا الأخير، الذي اكتشف في منطقة Ruvo di Puglia، «مطابق تقريبا» لذلك الموجود في قصور الساف مع اختلافات ضئيلة، مع أنه في حالة تعيسة لأنه مؤكسد بشدة، ويمكن كذلك مقارنة تمثيل مينيرفا بتمثيلات نفس الإله المعروف لكامبانيا بين سنتي 317 و211 وفق للباحث، كما ينتمي الحزام أيضا إلى نوع معروف وموجود في جنوب إيطاليا.
وجود مثل هذه الصدرة في تونس، دفع المؤرخين بسرعة خاطفة لربطها بالحرب البونيقية الثانية، وفي هذه الفرضية، كان المحارب في جيشحنبعل قد أعادها من إيطاليا في نهاية الحرب،  ومع ذلك، لا يزال ميرلين حذرا، حيث ترتبط حقيقة أن الدّرع «معاصر للحرب البونيقية الثانية» بالتأريخ الأولي للقرنين الثاني والأول قبل الميلاد، الحذر المطلوب في الفرضيات المختلفة التي صاغها الحفار ليس دائما مناسبا في الحقيقةفي الأعمال اللاحقة.
من الممكن أن يكون العمل ملكًا لطبيب فني من جيش قرطاج حسب بن يونس، أو يمكن أن يكون مجرد تذكار. وقد تكون أيضا شهادة على «مشاركة الشعب الليبي-فينيقي، في المجهود الحربي لمدينة قرطاج قبل اندلاع الحرب البونيقية الأولى"، كذلك، يبدو أنالدرع هو على أي حال "شاهد محتمل وغير مباشر للجيوش أو المرتزقة في الحروب القرطاجية، ربما تم الحصول عليه في كامبانيا» أثناء الإقامة الإيطالية للجيش البوني، بين 211 و203 قبل الميلاد، مما يجعله قطعة فنية فريدة من نوعها.

## الملاحظات
1. ↑  حجر يستخرج منه صبغ أحمر بني مصفر
2. ↑  جرد 01-02-03-01[8]
3. ↑  العناصر الموضوعة على الملابس الجلدية بشكل مشابه لشكل الدروع